# Sugar Hill (Géorgie)
Pour les articles homonymes, voir Sugar Hill.
Sugar Hill est une ville américaine située dans le comté de Gwinnett, en Géorgie. Selon le recensement de 2020, sa population est de 25 076 habitants.